# Schabernack (Meyenburg)
Schabernack ist ein Gemeindeteil der Stadt Meyenburg im Landkreis Prignitz in Brandenburg.

## Geografie
Der Ort liegt zwei Kilometer ostsüdöstlich von Meyenburg. Die Nachbarorte sind Wendisch Priborn im Norden, Griffenhagen und Buddenhagen im Nordosten, Freyenstein im Südosten, Schmolde im Süden, Penzlin im Südwesten, Bergsoll im Westen sowie Meyenburg im Nordwesten.